# Ngringin
Ngringin is een bestuurslaag in het regentschap Nganjuk van de provincie Oost-Java, Indonesië. Ngringin telt 3347 inwoners (volkstelling 2010).